# Amphineurus (Nothormosia) patruelis
Amphineurus (Nothormosia) patruelis is een tweevleugelige uit de familie steltmuggen (Limoniidae). De soort komt voor in het Australaziatisch gebied.